# Cahermacnaughten

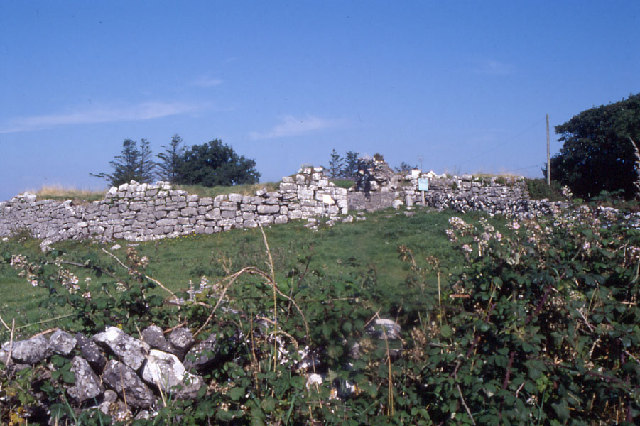
Steinfort

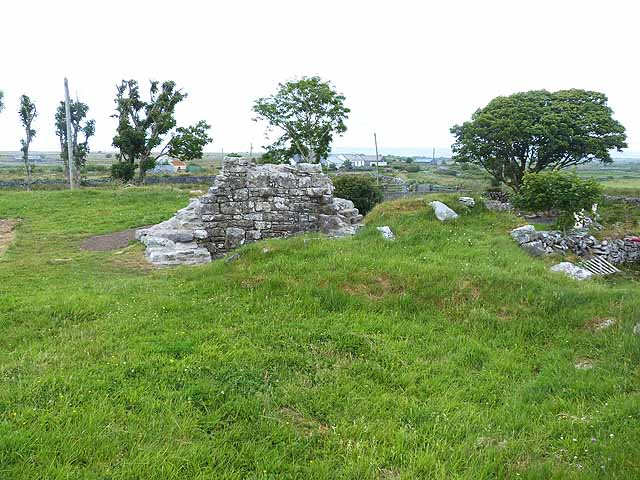
Mauerreste

Cahermacnaughten (auch Cahermacnaghten; irisch Cathair Mhic Neachtain) ist ein Dun im Burren im County Clare in Irland, in dem im 16. Jahrhundert die Brehon Laws niedergeschrieben wurden. Caher ist die anglisierte Form der irischen Wortes „cathair“ (was in einigen Regionen der Insel Dun bzw. Steinfort bedeutet).
Das Ringfort, dessen aus der Eisenzeit stammende in Ruinen gefallene Restmauern bis zu drei Meter hoch sind, war die Heimat eines erblichen Rechtskreises, des O’Davoran-Clans, daher auch O’Davoranstown genannt. Von Cahermacnaughten aus trugen die O’Davoran dazu bei, die zuvor nicht schriftlich gefasste Brehon-Tradition im Westen von Irland zu erhalten. Das Dun hat etwa 30 Meter Durchmesser. Innen findet sich eine Erdanhäufung aus Jahrhunderten, die die Fundamente von Gebäuden, deren Umrisse noch erkannt werden können, bedeckt.
Die Brehon Laws waren die alte Rechtsordnung Irlands. Die Texte sind von großer historischer Bedeutung, weil sie abgesehen von der Fülle von rechtlichen Details auch umfangreiche Notizen über das Leben im Burren enthalten. Die Tatsache, dass diese Handschriften gefunden wurden, bestätigt, dass einige der Burren-Ringforts bis ins späte Mittelalter besetzt waren.

## Quelle
- Ancient laws of Ireland. Band 2: Senchus Mor, Part II: Law of distress (completed). Laws of hostage-sureties, fosterage, saerstock tenure, daerstock tenure, and of social connexions. Published under direction of the commissioners for publishing the Ancient Laws and Institutes of Ireland. Thom u. a., Dublin u. a. 1869.